# اقتصاد اوکراین
اقتصاد اوکراین یک بازار آزاد نوظهور است. بعد از جدایی از شوروی و استقلال، در طی دهه ۹۰ میلادی، تولیدات خالص داخلی اوکراین برای ده سال به شدت سقوط کرد. در این دوران ابرتورم و افت خروجی اقتصاد به نصف سطح قبل از استقلال توامان بر اقتصاد اوکراین سایه افکنده بود و برای اولین بار تولید ناخالص داخلی در سال ۲۰۰۰ میلادی بود که رشد اقتصادی را به خود دید.

## بخش‌ها

### کشاورزی

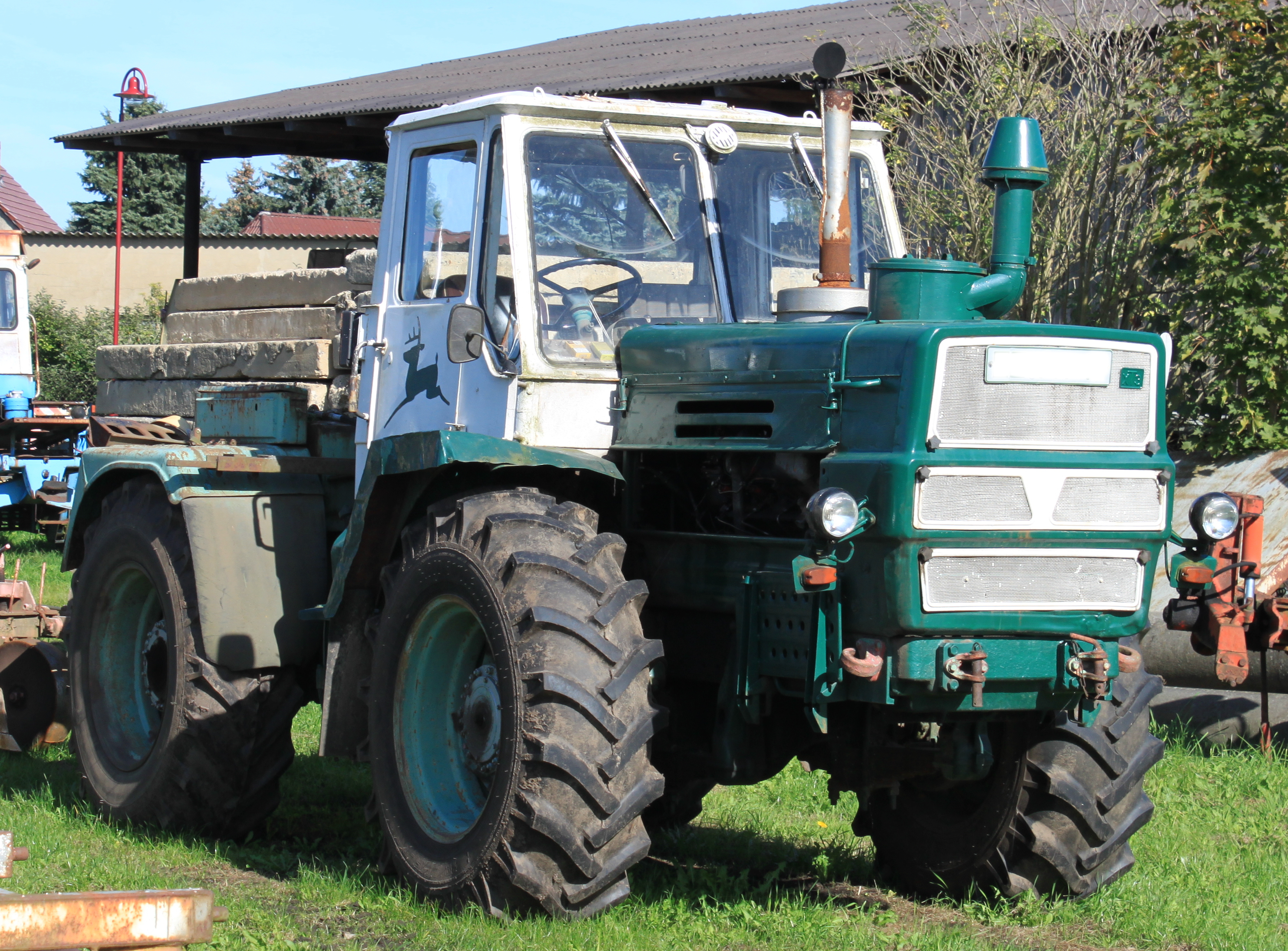
Ukrainian T-150K tractor build by خارکیو تراکتور.

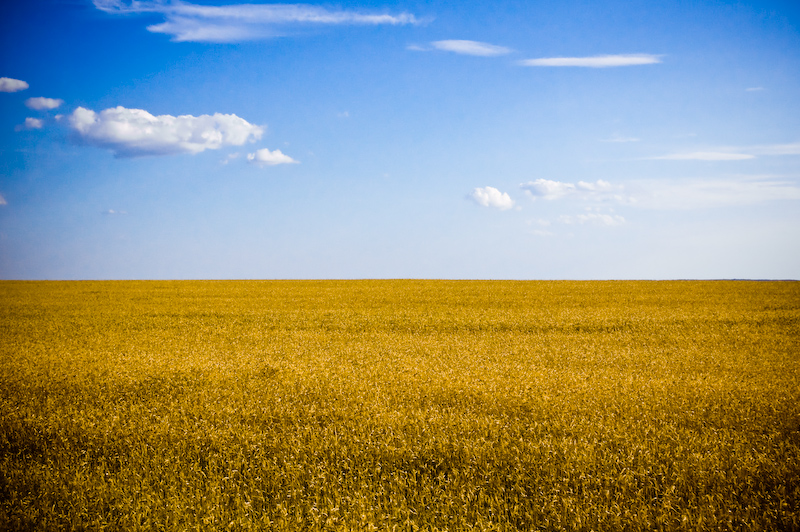
Ukraine's flag resembles the nation's farmlands.

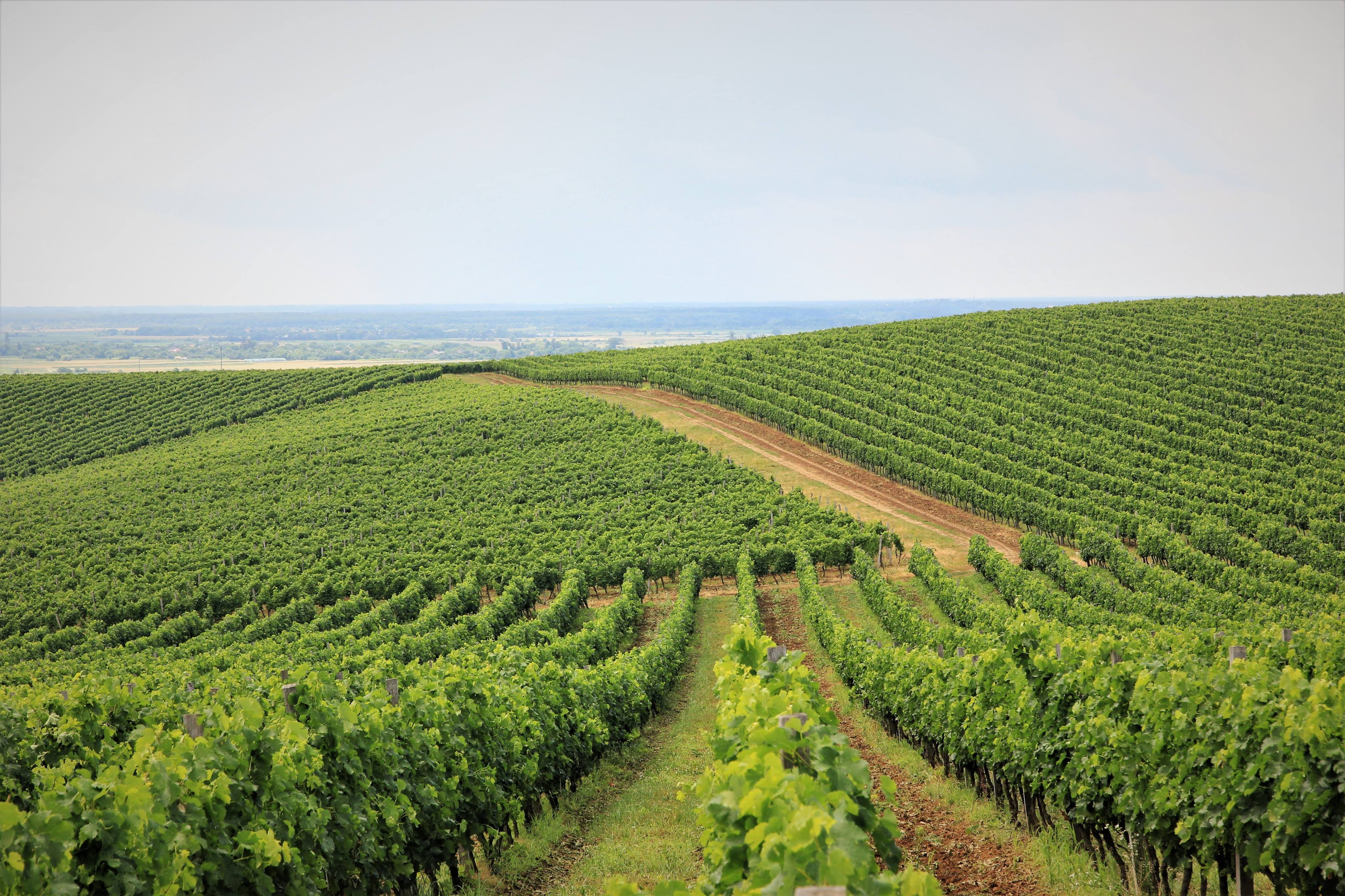
Vineyards in استان زاکارپاتیا.

با این که اوکراین نوعاً به عنوان پایگاه صنعتی اتحاد شوروی مشهور بود، کشاوری بخش بزرگی از اقتصاد این کشور است. در واقع، اوکراین یکی از بزرگترین تولیدکنندگان و صادرکنندگان کشاورزی جهان است و به عنوان سبد نان اروپا شناخته می‌شود.
در سال ۲۰۰۸، این بخش سهم ۸٫۲۹٪ای از تولید ناخالص داخلی کشور را داشت و تا سال این سهم ۲۰۱۲ به ۱۰٫۴۳٪ رسیده بود. کشاورزی در سال ۲۰۱۲، ۱۳٫۹۸ میلیارد دلار ارزش به اقتصاد اوکراین اضافه کرد. اوکراین با وجود قرار گرفتن در میان ۱۰ تولیدکننده بزرگ چندین محصول کشاورزی از جمله گندم و ذرت در بین ۱۱۲ کشور از لحاظ تولید کلی کشاورزی در رتبه ۲۴ قرار دارد. اوکراین بزرگترین تولیدکننده روغن آفتابگردان جهان، و از تولیدکنندگان اصلی جهانی غلات و شکر، و از بازیگران آینده بازارهای گوشت و لبنیات است. این کشور همچنین یکی از بزرگترین تولیدکنندگان دانه‌های روغنیست. اوکراین همچنین از هر کشور اروپایی دیگری عسل بیشتری تولید می‌کندو یکی از بزرگترین تولیدکنندگان عسل در جهان است، در حدود ۱٫۵٪ از جمعیت این کشور درگیر تولید عسلند، بنابراین اوکراین دارای بالاترین میزان سرانه تولید عسل در جهان است. از آنجا که اوکراین ۳۰٪ از غنی‌ترین چرنوزم را داراست، صنعت کشاورزی آن پتانسیل عظیمی دارد. به هر روی زمین‌های کشاورزی همچنان تنها دارایی بزرگ اوکراین است که خصوصی‌سازی نشده.
صنعت کشاورزی اوکراین بسیار سودآور است و سود ۴۰–۶۰٪ دارد، اما بنا بر تحلیلگران خروجی آن می‌تواند تا چهار برابر هم افزایش یابد. اوکراین ششمین و بدون احتساب اتحادیه اروپا به‌طور مجزا، پنجمین تولیدکننده بزرگ ذرت در جهان و سومین صادرکننده بزرگ ذرت در جهان است. در سال ۲۰۱۲ اوکراین با چین، بزرگترین واردکننده ذرت در جهان، قراردادی برای تأمین ۳ میلیون تن ذرت در سال به قیمت بازار منعقد کرد، قراردادی که شامل ۳ میلیارد دلار خط اعتباری از چین به اوکراین می‌شد.

## نگارخانه

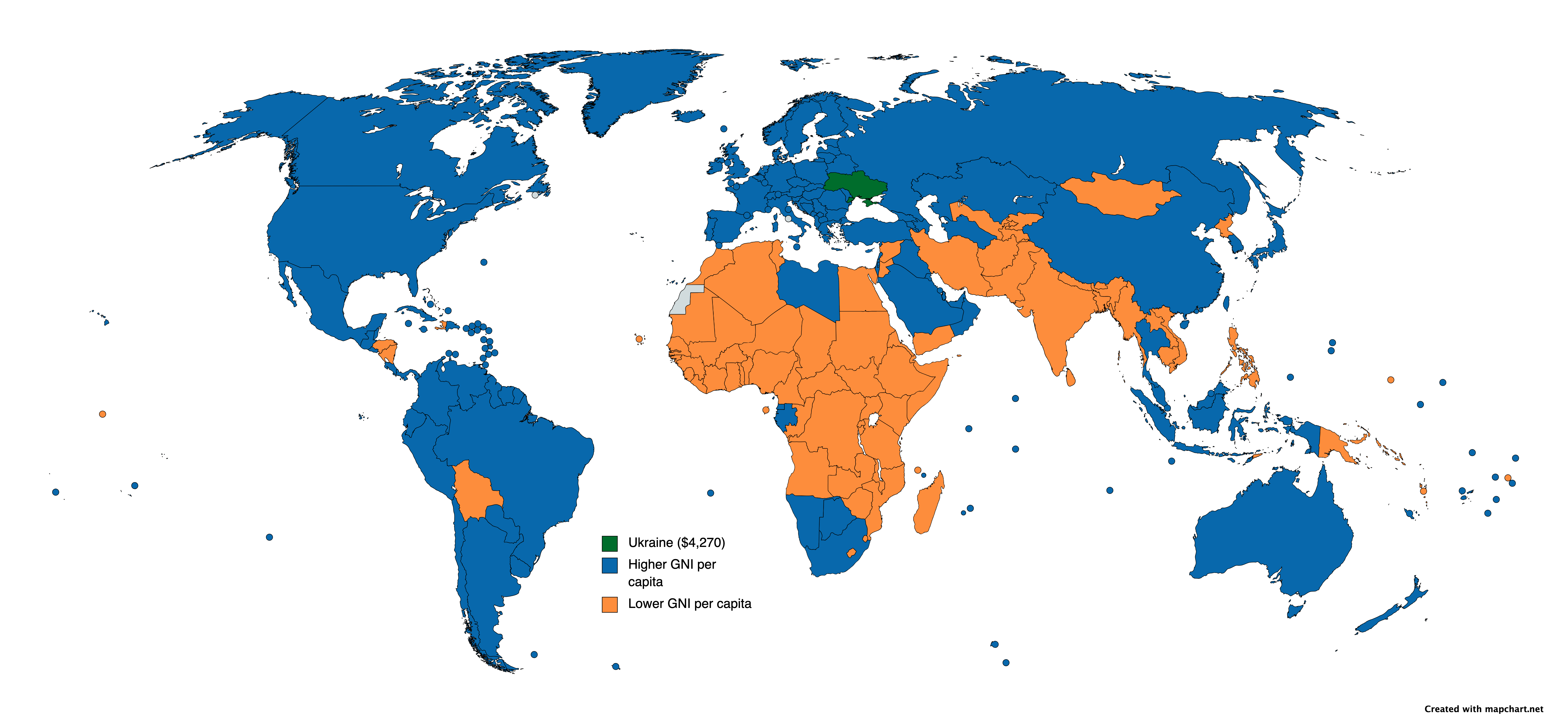
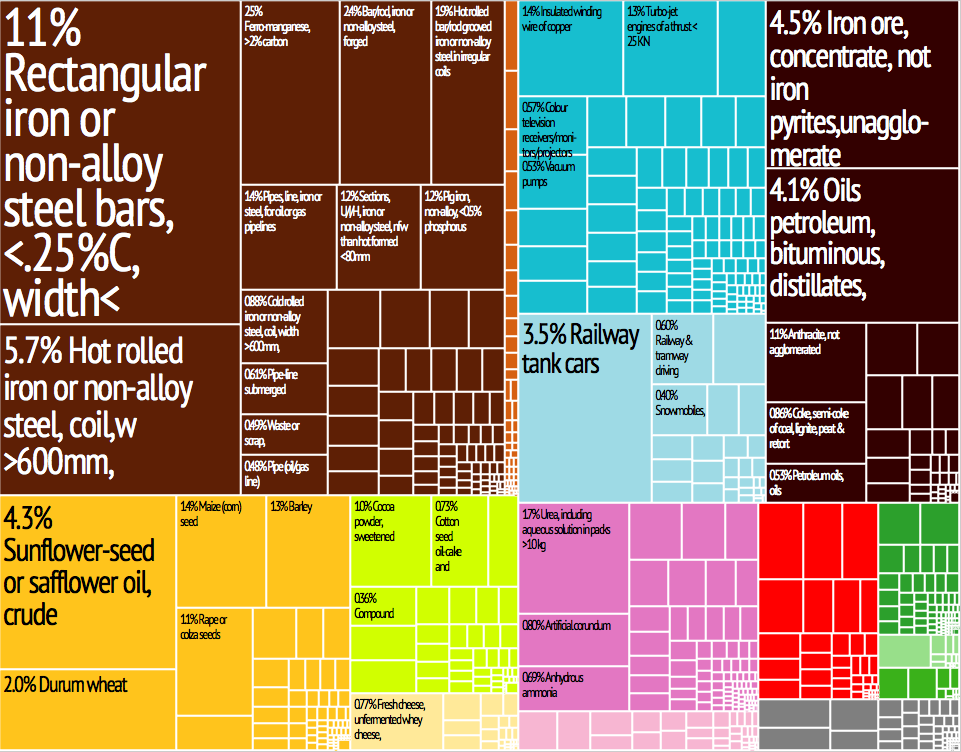